# Syfania bieti
Syfania bieti là một loài bướm đêm trong họ Noctuidae.